# Welterbe in Jordanien
Zum Welterbe in Jordanien gehören (Stand 2024) sieben UNESCO-Welterbestätten, darunter sechs Stätten des Weltkulturerbes und eine gemischte Kultur- und Naturerbestätte. Jordanien ist 1975 der Welterbekonvention beigetreten, die beiden ersten Welterbestätten wurden 1985 eingetragen. Die bislang letzte Welterbestätte wurde 2024 aufgenommen.

## Welterbestätten
Die folgende Tabelle listet die UNESCO-Welterbestätten in Jordanien in chronologischer Reihenfolge nach dem Jahr ihrer Aufnahme in die Welterbeliste (K – Kulturerbe, N – Naturerbe, K/N – gemischt, G – auf der Liste des gefährdeten Welterbes).
| Bild             | Bezeichnung                                                        | Jahr | Typ | Ref. | Beschreibung |
| ---------------- | ------------------------------------------------------------------ | ---- | --- | ---- | --- |
| BW               | Petra (Lage)                                                       | 1985 | K   | 326  | verlassene Felsenstadt, in der Antike Hauptstadt des Reiches der Nabatäer. Erfüllte Kriterien für Weltkulturerbe: i., iii.. iv. |
| (weitere Bilder) | Qusair 'Amra (Lage)                                                | 1985 | K   | 327  | Jagdschloss aus dem frühen achten Jahrhundert ca. 70 km östlich von Amman in der jordanischen Wüste. Erfüllte Kriterien für Weltkulturerbe: i., iii.. iv. |
| (weitere Bilder) | Um er-Rasas (Kastrom Mefa'a) (Lage)                                | 2004 | K   | 1093 | archäologische Stätte mit Ruinen eines römischen Grenzkastells aus der Zeit um 300 n. Chr. und byzantinische Kirchenbauten bis zum 9. Jahrhundert rund 70 km südlich von Amman. Erfüllte Kriterien für Weltkulturerbe: i., iv., vi.                                                        |
| (weitere Bilder) | Schutzgebiet Wadi Rum (Lage)                                       | 2011 | K/N | 1377 | Erfüllte Kriterien für Weltkultur- und Naturerbe: iii., v., vii. |
| (weitere Bilder) | Taufstätte „Bethanien jenseits des Jordans“ (Al-Maghtas) (Lage)    | 2015 | K   | 1446 | Erfüllte Kriterien für Weltkulturerbe: iii., vi. |
| (weitere Bilder) | As-Salt – Ort der Toleranz und der urbanen Gastfreundschaft (Lage) | 2021 | K   | 689  | Erfüllte Kriterien für Weltkulturerbe: ii., iii. |
| (weitere Bilder) | Umm al-Dschimal (Lage)                                             | 2024 | K   | 1721 | Siedlung, deren älteste Überreste ins erste nachchristliche Jahrhundert zurückdatieren. Insbesondere aus der byzantinischen und der frühislamischen Epoche sind bauliche Reste erhalten, die die typische Architektur der Zeit widerspiegeln. Erfülltes Kriterium für Weltkulturerbe: iii. |

## Tentativliste
In der Tentativliste sind die Stätten eingetragen, die für eine Nominierung zur Aufnahme in die Welterbeliste vorgesehen sind.

### Aktuelle Welterbekandidaten
Mit Stand 2024 sind 14 Stätten in der Tentativliste von Jordanien eingetragen, die letzte Eintragung erfolgte im Januar 2023.
Die folgende Tabelle listet die Stätten in chronologischer Reihenfolge nach dem Jahr ihrer Aufnahme in die Tentativliste bzw. der letzten Überarbeitung des Vorschlags.
| Bild                                                                  | Bezeichnung                                                           | Jahr | Typ | Ref. | Beschreibung |
| --------------------------------------------------------------------- | --------------------------------------------------------------------- | ---- | --- | ---- | --- |
| Al-Qastal                                                             | Al-Qastal                                                             | 2001 | K   | 1550 | |
| (weitere Bilder)                                                      | Lot-Heiligtum (Lage)                                                  | 2001 | K   | 1551 | in Deir Ain Abata |
| Die Kreuzfahrerburg Montreal                                          | Die Kreuzfahrerburg Montreal                                          | 2001 | K   | 1552 | |
| (weitere Bilder)                                                      | Qasr Bshir                                                            | 2001 | K   | 1553 | Überreste des römischen Grenzkastells Castra Praetorii Mobeni, errichtet an der Wende vom 3. zum 4. Jahrhundert. Der annähernd quadratische Bau mit etwa 55 m Seitenlänge, liegt ca. 80 km südlich von Amman und gehört zu den besterhaltenen römischen Fortifikationen weltweit |
| (weitere Bilder)                                                      | Pella (das heutige Tabaqat Fahil) (Lage)                              | 2001 | K   | 1554 | |
| (weitere Bilder)                                                      | Qasr Mschatta                                                         | 2001 | K   | 1555 | |
|                                                                       | Stadt von Abila (das heutige Qweilbeh)                                | 2001 | K   | 1557 | |
| Gadara (das heutige Umm Qais)                                         | Gadara (das heutige Umm Qais)                                         | 2001 | K   | 1558 | |
| Archäologische Stadt von Jerash (antiker Treffpunkt von West und Ost) | Archäologische Stadt von Jerash (antiker Treffpunkt von West und Ost) | 2004 | K   | 1856 | |
| Biosphärenreservat Dana                                               | Biosphärenreservat Dana                                               | 2007 | K/N | 5155 | |
| (weitere Bilder)                                                      | Al-Azraq                                                              | 2007 | K/N | 5156 | Zum Welterbe würde insbesondere das große Feuchtbiotop, das teilweise als Naturschutzgebiet ausgewiesen ist, gehören. Daneben wird auch das römische Kastell Qasr al-Azraq im Antrag erwähnt.                                                                                    |
| (weitere Bilder)                                                      | Naturreservat Wadi Mudschib                                           | 2007 | K/N | 5158 | |
| Die jordanische Al-Harrah Wüste                                       | Die jordanische Al-Harrah Wüste (Lage)                                | 2019 | K   | 6425 | Felsmalereien und Inschriften |
| Aqaba Marine Reserve                                                  | Aqaba Marine Reserve                                                  | 2023 | N   | 6630 | |

### Ehemalige Welterbekandidaten
Diese Stätten standen früher auf der Tentativliste, wurden jedoch wieder zurückgezogen oder von der UNESCO abgelehnt. Stätten, die in anderen Einträgen auf der Tentativliste enthalten oder Bestandteile von Welterbestätten sind, werden hier nicht berücksichtigt.
| Bild       | Bezeichnung | Jahr      | Typ | Ref. | Beschreibung                |
| ---------- | ----------- | --------- | --- | ---- | --------------------------- |
| Burg Karak | Burg Karak  | 1985–1985 | K   | 325  | Kreuzfahrerburg in al-Karak |

## Altstadt und Stadtmauern von Jerusalem

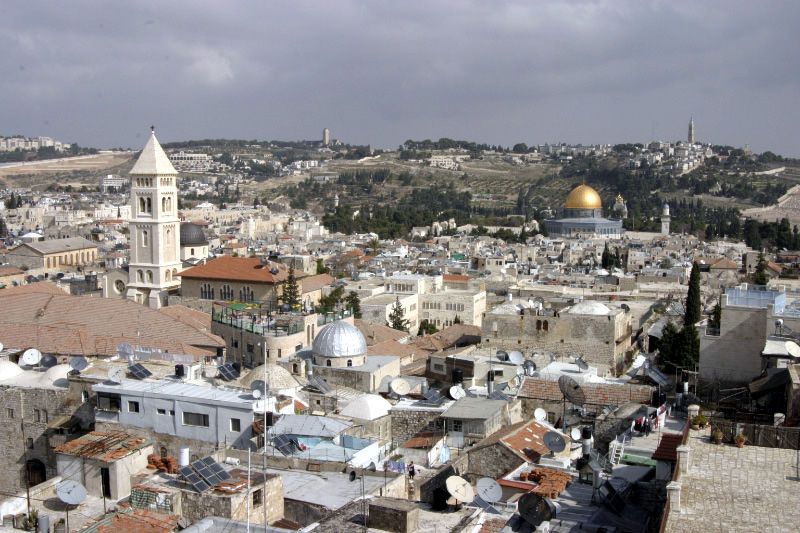
Altstadt von Jerusalem

Die Jerusalemer Altstadt im 1950 von Jordanien und 1980 von Israel annektierten Ostjerusalem, das auch durch die Palästinensischen Autonomiegebiete beansprucht wird, war von Jordanien für die Aufnahme in das UNESCO-Welterbe vorgeschlagen worden. 1981 wurde sie unter der Bezeichnung Altstadt und Stadtmauern von Jerusalem als Weltkulturerbestätte in die Welterbeliste aufgenommen, wobei jedoch betont wurde, dass diese Entscheidung keinerlei Implikation über die Zugehörigkeit Jerusalems zu einem bestimmten Staat beinhalte. Die Welterbestätte ist keinem Staat zugeordnet, sondern separat unter „Jerusalem (auf Vorschlag von Jordanien)“ in die Welterbeliste eingetragen. 1982 wurde sie, wiederum auf Vorschlag von Jordanien, auf die Liste des gefährdeten Welterbes gesetzt.